# کی‌تی‌ام ۲۵۰ جی‌پی
کی‌تی‌ام آرسی۲۵۰جی‌پی (انگلیسی: KTM RC250GP) یک موتورسیکلت چهارزمانه تک‌سیلندر ۲۵۰ سی‌سی مسابقه‌ای با قدرت ۵۵ اسب بخار برای رقابت‌های جایزه بزرگ موتورسواری است که توسط کی‌تی‌ام برای کلاس موتو۳ (Moto3) طراحی و ساخته شده است که در سال ۲۰۱۲ معرفی شد. همچنین در مسابقات قهرمانی جهانی استفاده می‌شود. این موتورسیکلت توسط برنامه مسابقه کارخانه (آجو موتور اسپرت) و همچنین به تیم‌های مشتریان متعددی عرضه می‌شود. این موتورسیکلت یکی از موفق‌ترین محصول عصر موتو۳ تا به امروز است، که پنج قهرمانی سازندگان را به دست آورده است، از جمله یک برسی در سال ۲۰۱۳ که در هر ۱۷ مسابقه برنده شد.
تمام اجزای یدنه و انجین موتورسیکلت توسط کی‌تی‌ام توسعه داده شده است. این بدنه طرح داربست لوله فولادی است، در حالی که بازوی چرخشی از جنس آلومینیوم است. موتور ۲۵۰ سی‌سی چهارزمانه تک‌سیلندر با تنظیم با یک محدود کننده در ۱۳٫۵۰۰ دور در دقیقه (قبل از ۱۴٫۰۰۰ دور در دقیقه، قبل از تغییرات مقررات موتو۳)، با حداکثر گشتاور خروجی در حدود ۱۰۵۰۰ دور در دقیقه مجهز شده است. این موتور یک گیربکس ۶ دنده و قدرت ۵۵ اسب بخار (۴۱ کیلووات) در ۱۳۵۰۰ دور در دقیقه را طبق مقررات بهره می‌برد. 